# Tini Rupprecht
Tini Rupprecht (* 17. Dezember 1867 in München; † 2. September 1956 in Genf), eigentlich Antonie Rupprecht, war eine bayerische Porträtmalerin.

## Leben
Antonie (in manchen Quellen auch Albertine) Rupprecht wurde am 17. Dezember 1867 in München geboren. Ihr Vater war königlicher Oberstaatsarzt und Professor für Chirurgie. Nach Abschluss der Schulausbildung 1882 erhielt Tini Rupprecht, wie sie sich nannte und auch signierte, Privatunterricht bei den in München ansässigen böhmischen Malern Františék Dvorák (1862–1927) und danach bei Franz Doubek (1865–1952). Ein Skizzenblock mit ersten Zeichenübungen von 1883 liegt im Nachlass vor. Spätestens 1889 endete ihre Lehrzeit, als sie ihr eigenes Atelier in der Königinstraße eröffnete, in dem sie noch im gleichen Jahr fotografiert wurde. Zu dieser Zeit wohnte sie am Karlsplatz, ab 1896 in der Brienner Straße und ab 1898 am Odeonsplatz noch bei den Eltern. 1903 wurde im Münchner Stadtadressbuch erstmals ihr nächstes Atelier eingetragen, das sich im Obergeschoss eines Gartenhauses in der Kaulbachstraße 12 befand. Dort arbeitete sie bis 1939. In den Jahren 1902 und 1935 mietete sie zeitweise Atelierräume in Paris an, um dort Aufträge zu erfüllen; außerdem hielt sie sich zu demselben Zweck öfters für längere Zeit in Berlin und in Frankfurt am Main auf. Ab 1899, dem Todesjahr ihres Vaters, wohnte sie mit ihrer Mutter in der Kaulbachstraße 19. Nach deren Ableben bezog sie 1913 in der Prinzregentenstraße 6 eine eigene Wohnung. 1939 emigrierte sie zu ihrer Schwester Ottilie („Ollo“) von Wimpffen nach Genf und wohnte dort bis zu ihrem Tod 1956.
Tini Rupprecht starb am 2. September 1956 im Alter von 88 Jahren in Genf. Ein Teil ihres Nachlasses befindet sich in der Einrichtung Monacensia in München.

## Werk
Tini Rupprechts Neffe Ransom Taylor (1913–1992), der Sohn ihres Bruders Otto, verfasste 1968 eine Monografie über sie, die eine Werkliste mit 468 Nummern enthält. Frühe Genre-Porträts ließen die Spezialisierung auf das Auftragsporträt noch nicht unbedingt vorhersehen. 1899–1902 beteiligte sie sich an den Jahresausstellungen im Münchner Glaspalast. 1900 stellte sie, protegiert von Franz von Lenbach, dort sieben Pastellbildnisse aus, woraufhin eine so große Nachfrage nach Auftragsporträts einsetzte, dass sie dieser kaum nachkam. Ihre prominentesten Kundinnen waren 1901 die Kronprinzessin Marie von Rumänien und 1906 die Schwester Kaiser Wilhelms II, Herzogin Charlotte von Meiningen. Herrenporträts malte sie nur ausnahmsweise; in der Regel porträtierte sie Kinder, Mütter und Frauen, immer in Pastell, und sie zog dafür immer Porträtfotografien in den Werkprozess ein.